# Acomys kempi
Acomys kempi (Dollman, 1911) è un roditore della famiglia dei Muridi diffuso nell'Africa orientale.

## Descrizione

### Dimensioni
Roditore di piccole dimensioni, con la lunghezza della testa e del corpo tra 95 e 110 mm, la lunghezza della coda tra 82 e 106 mm e la lunghezza del piede tra 15 e 16 mm.

### Aspetto
La pelliccia è ruvida e ricoperta di lunghi peli spinosi dalla parte centrale del dorso fino alla base della coda. Le parti superiori sono giallo-arancioni chiare, i fianchi sono simili con dei riflessi brunastri, mentre le parti inferiori sono bianche. La linea di demarcazione lungo i fianchi è netta. Il naso e la fronte sono cosparse di peli grigi. Sono presenti una macchia bianca sotto ogni occhio e alla base posteriore di ogni orecchio. Il dorso delle zampe è biancastro. La coda è più lunga della testa e del corpo, grigio-brunastra con setole nerastre sopra e più chiara con setole biancastre sotto.

## Biologia

### Comportamento
È una specie terricola.

### Riproduzione
Danno alla luce 1-2 piccoli alla volta.

## Distribuzione e habitat
Questa specie è diffusa in Etiopia, Somalia, Kenya e Tanzania.
Vive nei substrati ghiaiosi nelle savane aride e semi-desertiche.

## Conservazione
La IUCN Red List, considerato il vasto areale e la popolazione numerosa, classifica A.kempi come specie a rischio minimo (Least Concern).